# Sonja Bertram
Sonja Bertram (Frechen, 14 settembre 1984) è un'attrice tedesca.

## Vita e carriera

### Infanzia e istruzione
Sonja Bertram nasce come secondogenita di 4 fratelli. Nasce a Frechen, a 6 anni si trasferisce con la sua famiglia in Baviera e cresce a Dießen sul lago Ammersee. Sin da bambina Bertram è musicalmente attiva e in età giovanile ha già diverse esperienze sul palco. Dopo la scuola frequenta l'istituto musicale Dinkelsbühl e nel 2005 si diploma in direzione di un ensemble con canto come materia principale. Successivamente Sonja Bertram studia recitazione e canto all'università di Colonia.
L'attrice vive a Berlino dal 2008.

### Carriera
Ha il suo primo ruolo di attrice a 14 anni come Marie Ziegler nel lungometraggio di ProSieben Lieber böser Weihnachtsmann. Dopo seguono alcune scene nelle serie Der Landarzt, Il nostro amico Charly, Für alle Fälle Stefanie, Um Himmels Willen, Siska, Medicopter 117 - Jedes Leben zählt, Die Rosenheim-Cops, Der letzte Zeuge e SOKO Wismar.
Dall'ottobre 2010 fino al dicembre 2011 impersona il ruolo della Caroline „Caro“ Eichkamp nella Sat.1-Soap Hand aufs Herz. Da gennaio fino a fine giugno 2012 interpreta Nina Möller nella ZDF-Telenovela Wege zum Glück – Spuren im Sand a Potsdam-Babelsberg, senza eccezione dalla sedicesima alla novantanovesima puntata.

## Filmografia
- 1998-2002: Für alle Fälle Stefanie Serie (puntate: Am Abgrund e Hoffen und Bangen)
- 1999: Lieber böser Weihnachtsmann, film tv, regia di Ben Verbong
- 2000: Ein unmöglicher Mann, serie
- 2000: Bei aller Liebe, Serie (puntata: Ich liebe dich)
- 2001: Il medico di campagna, Serie (puntata: Maria und Maik)
- 2001: Anwalt Abel, Serie (puntata: Zuckerbrot und Peitsche)
- 2001: Il nostro amico Charly, Serie (puntate: Das kann nur Charly sein e Reingelegt)
- 2001: Sturmfrei, (cortometraggio)
- 2001: Das Schneeparadiesī (lungometraggio), film tv regia di Erwin Keusch
- 2003: Um Himmels Willen, Serie (puntata: Belagerungszustand)
- 2003: Siska, Serie (puntata: Mädchen)
- 2003: Medicopter 117 - Jedes Leben zählt, Serie (puntata: Blitzschlag)
- 2006: Bravo TV Fiction
- 2006: Die Rosenheim-Cops, Serie (puntata: Auf Eis gelegt)
- 2007: Der letzte Zeuge, Serie, regia di Bernhard Stephan (puntata: Den Sieg im Blut)
- 2008: Aktenzeichen XY … ungelöst
- 2010: SOKO Wismar, Serie (puntata: Spieglein, Spieglein)
- 2010–2011: Hand aufs Herz, Serie
- 2012: Wege zum Glück, Serie
- 2013: Ultima traccia: Berlino
- 2015: Tod den Hippies! Es lebe der Punk
- 2015: Inga Lindström - Elin und die Anderssons
- 2016: Chaos-Queens: Für jede Lösung ein Problem
- 2017: La nave dei sogni: Tansania